# پرت اند ویتنی آر-۲۱۸۰-ای تووین هورنت
پرت اند ویتنی آر-۲۱۸۰-ای تووین هورنت (به انگلیسی: Pratt & Whitney R-2180-A Twin Hornet) یک موتور هواگرد ساختِ کارخانهٔ پرت اند ویتنی در کشور ایالات متحده آمریکا است . 